# 丹生潔
丹生 潔（にう きよし、1925年8月2日 - 2017年1月30日）は、日本の物理学者。名古屋大学名誉教授。専門は素粒子物理学。世界で最初の、第4のクォークである「チャームクォーク」の発見者。東京出身。従四位。

## 経歴等
- 1943年 兵庫県立第一神戸中学校卒業[3]
- 1945年 第一高等学校理科甲類卒業[3]
- 1953年 名古屋大学理学部卒業[3]
- 1956年 名古屋大学大学院を中退し、東京大学原子核研究所に就職[3]
- 1961年 仁科記念賞受賞（受賞理由：中間子発生の火の玉模型の提唱）
- 1971年-1989年 名古屋大学理学部教授[3]
- 2005年秋 瑞宝中綬章受章[4]
- 2017年1月30日、骨髄異形成症候群のため逝去[5][6]、91歳。

## 業績・評価
1971年から名古屋大理学部教授を務め、原子核乾板の実験装置で得られた宇宙線の素粒子反応の中から、特異な様式で崩壊する新粒子を発見。同年の物理学会で、それを「X粒子」と名付けて報告した。この粒子は、広島大学の小川修三（後に名古屋大学）らによって、4つめのクォーク（当時の表現では「第4の粒子」）であると主張されたが、当時においては広く認められるまでには至らなかった。
しかしこのことが、小林誠や益川敏英に4つめのクォークの存在を確信させ、両者が小林・益川理論（クォーク6個の理論）を生み出す契機となった。小林誠は、ノーベル物理学賞の受賞記念演説において、丹生の業績を紹介している。
なお、第4のクォークである「チャームクォーク」は、丹生の発見後にアメリカの科学者ら（サミュエル・ティンとバートン・リヒター）により加速器の実験で再発見、実証され（1974年）、彼らはその功績によって、1976年にノーベル物理学賞を受賞した。